# カイの迷宮
『カイの迷宮』（カイのめいきゅう）は、1998年9月18日に発売された谷山浩子の25枚目のアルバムである。

## 概要
アンデルセンの『雪の女王』をモチーフとしたコンセプトアルバムであり、1998年12月に東京新宿の全労済ホールスペース・ゼロで行われた行われたライブ「谷山浩子の幻想図書館～雪の女王～」（同名DVDに収録）に合わせた内容となっている。
ジャケットやブックレットのイラストは早川司寿乃が担当している。オリジナル版は谷山浩子初のCD-EXTRA仕様であり、谷山本人による『雪の女王』の朗読やヒストリー、バイオグラフィーを収録していた。

## 収録曲
- 作詞・作曲：谷山浩子、編曲：石井AQ・谷山浩子（特記以外）

1. カイの迷宮
2. 花の季節　屋根の上
3. 世界一不幸なトナカイ
4. 壁に映る影
5. 満月ポトフー
6. カイの迷宮（文字のない図書館）
7. 薔薇の歌
8. 花園の子守歌
9. 花園の子守歌　つづき
10. カイの迷宮（誰かが笑っている）
11. 岸を離れる日（編曲：斉藤ネコ）
12. 椅子（編曲：斉藤ネコ）

- プロデューサー：谷山浩子&石井AQ
- A&Rディレクター：鈴木道夫、進雅人、高原万平